# 钩萼草
钩萼草（学名：Notochaete hamosa），为唇形科钩萼草属下的一个植物种。